# Marcopolo Andare Class
Marcopolo Andare Class foi um modelo de ônibus destinado ao setor rodoviário, era fabricado desde 2002 pela indústria Marcopolo no Rio Grande do Sul. Foi bastante utilizado em percurso de cidades de até 300 Km de distância, embora o Andare Class possa ultrapassar seus limites, é encarroçado em motores da Volkswagen e da Mercedes-Benz. Seu antecessor foi o Marcopolo Andare.
O veículo também foi fabricado na África do Sul.
O Andare e o Andare Class foram descontinuados no ano de 2009.